# (22431) 1996 DY2
1996 دي واي 2 (ويعرف أيضًا باسم (22431) 1996 دي واي 2 وفق تسمية الكوكب الصغير) (بالإنجليزية: 1996 DY2)‏ هو كويكب ضمن حزام الكويكبات؛ وترتيبه 22431 من حيث الاكتشاف.
اكتُشف هذا الجُرم الفلكي بواسطة Stephen P. Laurie ‏ في 28 فبراير 1996.

## وصلات خارجية
- (22431) 1996 DY2 في قاعدة بيانات مختبر الدفع النفاث لأجرام النظام الشمسي الصغيرة

- الاكتشاف · مخطط المدار ·  العناصر المدارية · المعلمات المادية

- (22431) 1996 DY2 على موقع ويكي سكاي: DSS2, SDSS, GALEX, IRAS, Hydrogen α, X-Ray, Astrophoto, Sky Map, Articles and images